# Ставищенський провулок
Стави́щенський прову́лок — зниклий провулок, що існував у Жовтневому, нині Солом'янському районі міста Києва, місцевість Караваєві дачі. Пролягав від Борщагівської до вулиці Олекси Тихого.
Прилучався Ковальський провулок.

## Історія
Виник у 1-й чверті XX століття під назвою провулок Фузиків, від прізвища домовласника — Фузика. Назву Стави́щенський провулок отримав у 1952 році. На початку 1980-х років частина провулка увійшла до складу Ковальського провулка, решту провулку ліквідовано в зв'язку зі знесенням старої забудови.